# Anna Krystyna Lubomirska (?-1701)
Ne doit pas être confondu avec Anna Krystyna Lubomirska (1618-1667).
Anna Krystyna Lubomirska (?-1701) est une princesse polonaise de la famille Lubomirski.

## Biographie
Anna Krystyna Lubomirska est la fille de Jerzy Sebastian Lubomirski (1616-1667) et de Barbara Tarło (en).

## Mariage et descendance
En 1672, elle épouse Franciszek Stefan Sapieha. Ils ont pour enfant :
- Józef Franciszek Sapieha (1670–1744), podskarbi de Lituanie,
- Jan Kazimierz Sapieha (mort en 1730), grand hetman de Lituanie,
- Barbara Sapieha (1673–1702)
- Jerzy Felicjan Sapieha (1680–1750),
- Franciszka Izabella Sapieha (morte en 1760), épouse de Jakub Fredryk Flemming
- Katarzyna Sapieha (1680–1693)
- Zofia Sapieha

En 1692, Anna Krystyna épouse Dominique Nicolas Radziwiłł

## Sources
- (en) Cet article est partiellement ou en totalité issu de l’article de Wikipédia en anglais intitulé « Anna Krystyna Lubomirska (d. 1701) » (voir la liste des auteurs).